# Шевелуха Віктор Степанович
Ві́ктор Степа́нович Шевелу́ха (11 січня 1929, Лелеківка, Петрівський район, Кіровоградська область — 25 січня 2018, Москва) — російський науковець, письменник, журналіст, секретар ЦК КП Білорусії. Член Бюро ЦК КП Білорусі в 1974—1979 роках. Дійсний член Всесоюзної академії сільськогосподарських наук (ВАСГНІЛ, 1985). Заслужений діяч науки і техніки РФ, доктор біологічних наук, професор. Позбавлення державних нагород України, інших форм відзначення, та заборонено у в'їзді на територію України терміном на три роки відповідно до рішення Ради національної безпеки і оборони України від 2 травня 2018 року.

## Біографія
З п'ятнадцятирічного віку працював слюсарем на шахтах та залізниці у містах Кривому Розі та П'ятихатки Дніпропетровської області.
У 1950 році з відзнакою закінчив два відділення — насінництва та механізації — Ерастівського сільськогосподарського технікуму.
Член ВКП(б) з 1952 року. 
У 1955 році з відзнакою закінчив відділення селекції та насінництва агрономічного факультету Московської сільськогосподарської академії імені Тимірязєва за спеціальністю вчений-агроном.
У 1955—1958 роках — головний агроном навчально-дослідного господарства. У 1958—1960 роках — начальник Ярославського обласного управління сільського господарства.
У 1960—1962 роках — перший заступник голови виконавчого комітету Ярославської обласної ради депутатів трудящих. У 1962—1964 роках — перший заступник голови виконавчого комітету Ярославської обласної ради депутатів трудящих та начальник обласного управління сільського господарства Ярославської області.
У 1964—1973 роках — старший викладач, доцент, професор, завідувач кафедри рослинництва Білоруської сільськогосподарської академії.
У 1973—1974 роках — директор Білоруського науково-дослідного інституту землеробства.
30 квітня 1974 — 6 квітня 1979 року — секретар ЦК КП Білорусії, курував питання сільського господарства.
У 1979—1984 роках — заступник міністра сільського господарства СРСР. 
У 1984—1992 роках — академік-секретар Відділення рослинництва та селекції і член президії Всесоюзної (Російської) академії сільськогосподарських наук (ВАСХНІЛ-РАСХН). Одночасно з 1986 до 2007 року — завідувач кафедри сільськогосподарської біотехнології Московської сільськогосподарської академії імені Тимірязєва.
У 1992—1997 роках — академік-секретар Відділення рослинництва та селекції РАСХН, з 1997 року — член президії РАСХН.
У грудні 1993 року обраний депутатом Державної Думи першого скликання за списком КПРФ. Був заступником голови Комітету з освіти, культури та науки, членом фракції КПРФ.
У жовтні 1995 року був включений до загальнофедерального списку КПРФ та обраний депутатом Державної Думи Російської Федерації другого скликання за результатами голосування загальнофедеральному округу. Увійшов до складу фракції КПРФ, член Комітету з освіти та науки (голова підкомітету з науки).
Член ЦВК КПРФ (1993—1995), ЦК КПРФ (з 1995 року). Голова громадської організації «Російські вчені соціалістичної орієнтації» (РУСО) до 2014 року.
Помер 25 січня 2018 року. Похований на Востряковському цвинтарі Москви.

## Наукові здобутки
Автор 166 наукових праць. Під його редакцією вийшло 12 наукових робіт. Має 10 авторських свідоцтв.

## Нагороди та відзнаки
- орден Трудового Червоного Прапора (1976)
- орден Дружби (В'єтнам)
- 5 медалей ВДНГ
- золота медаль імені Тимірязєва (1983)
- золота медаль та премія імені Вернадського
- медалі
- Почесна грамота Президії Верховної Ради Білоруської РСР
- Почесна грамота Президії Верховної Ради Української РСР
- Заслужений діяч науки Російської Федерації
- Заслужений діяч науки Республіки Білорусь
- Державна премія Російської Федерації в галузі науки і техніки (1996) — за цикл робіт «Фізіологічні основи зростання, продуктивності, стійкості та селекції рослин»